# Eugen Meyer-Peter

Eugen Meyer-Peter (ca. 1930)

Eugen Meyer-Peter (* 25. Februar 1883 in Herisau; † 18. Juni 1969 in Zürich; heimatberechtigt in Herisau, ab 1959 von Zürich) war ein Schweizer Wasserbauingenieur und Hochschullehrer.

## Leben
Eugen Meyer-Peter war ein Sohn von Ernst Meyer, Kaufmann, und Lucy Freund. Im Jahr 1909 heiratete er Germaine Peter, Tochter von Gioacchino Peter, Kaufmann in Istanbul. Er verbrachte die Jugend in Herisau (Kanton Appenzell Ausserrhoden) und besuchte die Kantonsschule in St. Gallen. Von 1901 bis 1905 studierte er Bauingenieurwesen an der ETH Zürich.
Anschließend wurde er im Unternehmen von Conradin Zschokke beschäftigt. Er war Angestellter in der Firma C. Zschokke von 1905 bis 1920. Er wurde bei den Hafenbauten in Dieppe, beim Rheinkraftwerk Staustufe Augst/Wyhlen, beim Albulawer und beim Aarekraftwerk Beznau beschäftigt. Von 1909 bis 1917 leitete er die Hafenbauten in Venedig und war ab 1918 Chef der technischen Büros der Zschokke-AG in Genf.
1920 wurde er als Professor an die ETH Zürich berufen, wo er bis 1952 als ordentlicher Professor für Wasserbau wirkte. Sein Projekt einer Versuchsanstalt für Wasserbau wurde 1924 genehmigt und mit Hilfe von Spenden verwirklicht. 1930 fand die Inbetriebnahme statt. 1935 wurden der Versuchsanstalt für Wasserbau eine Abteilung für Bodenmechanik und Grundbau sowie im Jahr 1938 ein Erbaulabor angegliedert. Es folgten im Jahr 1941 eine Abteilung für Hydrologie und Glaziologie sowie von 1936 bis 1945 eine Beratungsstelle für Abwasserreinigung und Trinkwasserversorgung.
Neben grundlegenden Forschungsarbeiten auf dem Gebiet der Gerinnehydraulik und insbesondere der Sedimentbewegung führte er zahlreiche hydraulische Modellversuche für wasserbauliche Projekte durch und war Gutachter für leistungsstarke Fluss- und Kraftwerksanlagen. Ab 1931 wirkte Meyer-Peter massgeblich in der Eidgenössischen Kommission für Schnee- und Lawinenforschung mit.  Er gehörte zu den Gründern des Eidgenössischen Institutes für Schnee- und Lawinenforschung in Davos. Im Jahr 1935 war er Mitgründer des International Association for Hydraulic Research.
Ihm wurde die Ehrendoktorwürde 1933 von der Universität Zürich und 1950 von der Universität Grenoble verliehen. 1952 beendete er seine Lehrtätigkeit und 1953 auch die Leitung der Versuchsanstalt.
Als Forscher wurde Meyer-Peter durch seine Formel zur Berechnung des Geschiebetransportes in Flüssen, der sogenannten Meyer-Peyer-Formel, bekannt. Diese wird etwa auf Sand- und Kieskörnern in Flussbetten angewendet. Die Grundlagen dazu gewann er zusammen mit seinen Mitarbeitern, insbesondere Hans Albert Einstein, Henry Favre und Robert Müller aus zahlreichen Laborversuchen und Feldmessungen. Über diese Arbeiten wurde von den Genannten mehrfach berichtet. Lit.: 192, 234, 235